# Xã Ellison, Quận Warren, Illinois
Xã Ellison (tiếng Anh: Ellison Township) là một xã thuộc quận Warren, tiểu bang Illinois, Hoa Kỳ. Năm 2010, dân số của xã này là 337 người.